# Jardim
Jardim és una ciutat de l'estat brasiler de Mato Grosso do Sul. El 2020 tenia 26.328 habitants. Es troba al marge esquerre del riu Miranda i és coneguda per la seua riquesa natural i per les seues atraccions turístiques, com el parc nacional de la Serra da Bodoquena.
La història de Jardim es remunta al segle xix, quan la regió era habitada per tribus indígenes. En el segle xx, la zona va començar a ser colonitzada per colonitzadors que van arribar des de les regions veïnes. El desenvolupament de la ciutat es va accelerar amb la construcció de la carretera BR-060, que connecta la regió amb altres parts del país.
Hui en dia, Jardim és una ciutat amb una economia basada principalment en la producció agropecuària, especialment la producció de soja i bestiar boví. La ciutat també té un petit sector turístic, gràcies a la seva ubicació en una zona de gran bellesa natural. El turisme es centra principalment en l'observació d'aus i la pràctica d'esports nàutics al riu Miranda.
Jardim té una estructura urbana moderna, amb bons serveis públics i una àmplia oferta cultural. La ciutat té diverses institucions educatives i centres de salut, així com també una biblioteca pública i un museu d'història local. La ciutat celebra diverses festes i esdeveniments culturals al llarg de l'any, com ara la Fira Agropecuària de Jardim i el Festival de la Cançó de Jardim.